# Joanna Zubr
Joanna Żubr (hacia 1770-1852) fue una soldado polaca de las guerras napoleónicas, veterana de la guerra polaca-austriaca, y la primera mujer en recibir la Orden Virtuti Militari, la condecoración militar polaca de más alto rango.
Después del estallido de las guerras napoleónicas y la creación del Gran Ducado de Varsovia en 1808, Joanna Żubr con su marido, Michał, abandonó Volinia, gobernada por Austria. Ambos se unieron al ejército del nuevo Ducado, con Joanna inicialmente como seguidora de campamento (esposas de los soldados que los acompañaban en la retaguardia, así como prostitutas para los que requirieran sus servicios). Pero pronto ella se alistó en el 2.º Regimiento de Infantería (4.ª compañía, 2.º batallón) como voluntario, disfrazada de hombre y ocultando su verdadero género a sus superiores y soldados amigos.
En 1809, Joanna participó en la Campaña de Galitzia, distinguiéndose en la Batalla de Zamość el 19 de mayo de aquel año. Por la bravura demostrada, el príncipe José Poniatowski le otorgó la medalla de la Orden Virtuti Militari; Joanna fue la primera soldado en serle otorgada la condecoración y una de las primeras mujeres del mundo en recibir oficialmente un premio militar por su valentía en batalla.
Después de la campaña, se unió al 17.º Regimiento de Infantería en la división Dąbrowski, al mando de Jan Henryk Dąbrowski. Su marido era alférez en el mismo regimiento y Joanna Żubr fue promovida a sargento, la primera mujer en serlo en el Ejército polaco. Su división, rebautizada la 'División polaca más Grande', participó en la invasión napoleónica de Rusia en su campaña actual en Bielorrusia.
Durante las batallas y la retirada de Napoleón, quedó separada de su división, pero ella consiguió salir de Rusia por su propia cuenta. En el verano de 1813, semanas después de que las fuerzas del príncipe José Poniatowski abandonaran Cracovia, alcanzó a las unidades polacas en Sajonia y sirvió con distinción hasta la firma del Tratado de Fontainebleau y el fin de la guerra.
Joanna y su marido regresaron a Polonia. Como no podían regresar a las zonas de Polonia ocupadas por Austria y Rusia, resolvieron quedarse en Wieluń. Murió allí durante una epidemia de cólera en 1852, a la edad de aproximadamente ochenta años.